# Dialog (magazyn polsko-niemiecki)
Dialog – magazyn polsko-niemiecki zajmujący się politycznym, kulturalnym oraz społecznym aspektem rozwoju stosunków polsko-niemieckich.
„Dialog” definiuje się jako „polsko-niemiecka agora w środku Europy”. Teksty publikowane w kwartalniku nie ograniczają się do perspektywy polsko-niemieckiej, zaś tematyka dwustronna wkomponowana jest w szerszy kontekst politycznych i kulturalnych przemian w Europie. W ostatnich latach magazyn zamieszczał na swoich łamach artykuły związane ze wschodnimi sąsiadami Unii Europejskiej, przede wszystkim na temat stosunków polsko-rosyjskich i polsko-ukraińskich.
Siedziba redakcji „Dialogu” znajduje się w Berlinie. Magazyn wydawany jest przez Deutsch-Polnische Gesellschaft e.V., organizację zrzeszającą ponad 50 towarzystw niemiecko-polskich.

## Historia
„Dialog” został założony w 1987 roku w Hamburgu jako czasopismo niemieckojęzyczne. Jego pierwszymi redaktorami naczelnymi byli Günter Filter i polski publicysta Adam Krzemiński. W 1998 roku redakcję „Dialogu” objął Basil Kerski, publicysta i politolog, który funkcję redaktora naczelnego sprawuje do dziś.
W 1993 roku „Dialog” został przekształcony w czasopismo dwujęzyczne. Polską redakcją partnerską został „Przegląd Polityczny”, gdańskie czasopismo polityczno-kulturalne, założone w 1983 roku w „drugim obiegu” przez Donalda Tuska i Wojciecha Dudę.
Magazyn „Dialog” finansuje się za pomocą prenumeraty i sprzedaży zarówno w Niemczech, jak i w Polsce. Jest też wspierany finansowo przez niemieckie Ministerstwo Spraw Zagranicznych i Fundację Współpracy Polsko-Niemieckiej.
Redakcja „Dialogu” organizuje w ramach swojej działalności również konferencje i dyskusje panelowe, jest także współwydawcą licznych polsko- i niemieckojęzycznych książek.

## Nagrody
Magazyn Polsko-Niemiecki „Dialog” w ostatnich latach został laureatem m.in.:
- Nagrody im. Georga Dehio Niemieckiego Forum Kultury Europy Środkowej i Wschodniej (2007)
- Nagrody Specjalnej polsko-kanadyjskiej Fundacji Turzańskich (2007)
- Nagrody Zjednoczenia 2009 Federalnej Centrali Kształcenia Politycznego (2009)